# Poterie de Metepec

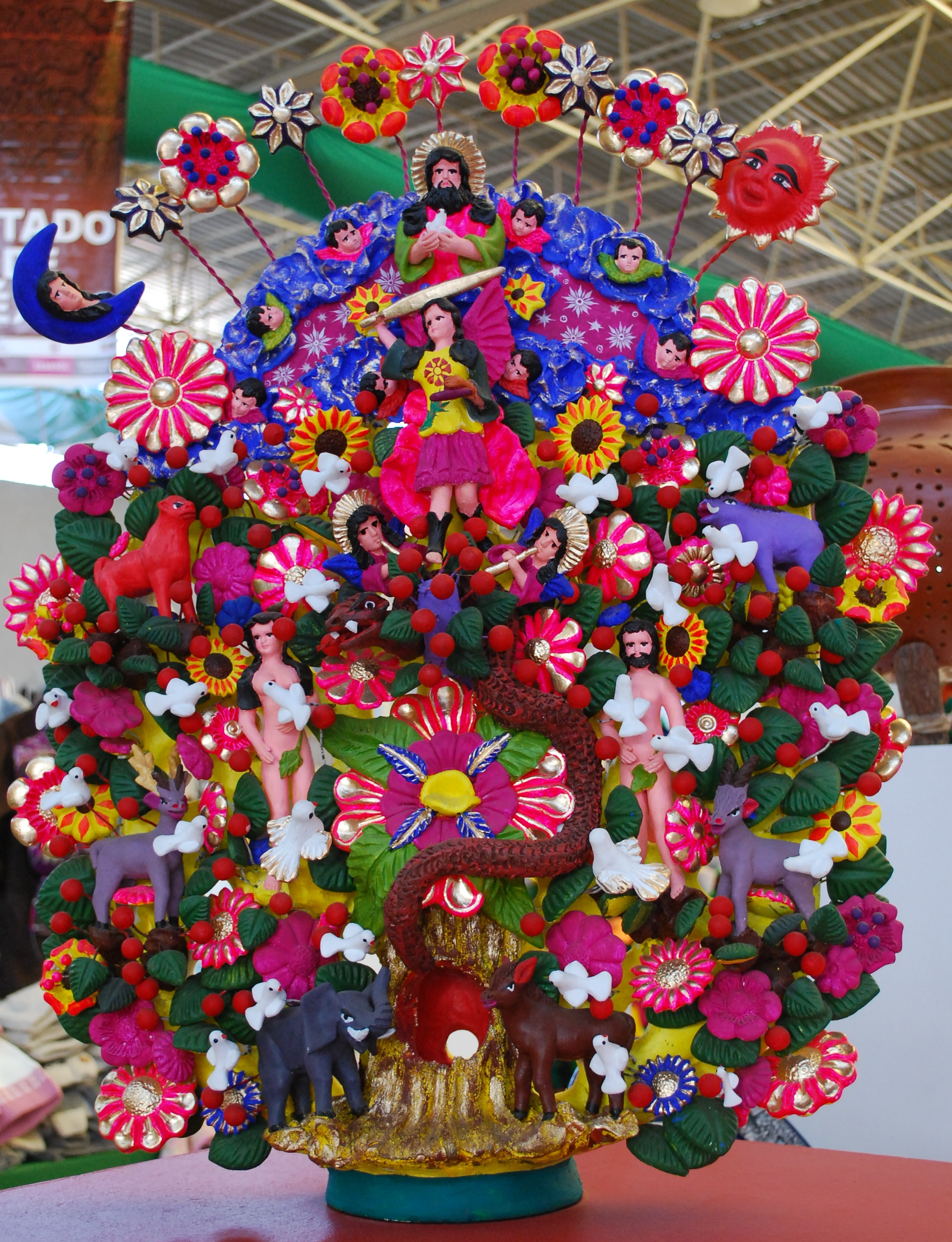
Arbre de vie traditionnel.

La poterie de Metepec est celle d'une municipalité du centre du Mexique, située près de Mexico. Elle est réputée pour ses objets utilitaires durables, mais surtout pour ses objets décoratifs et rituels, en particulier les sculptures appelées arbres de vie, les plaques décoratives en forme de soleil et de lune et les figures en forme de sirène appelées Tlanchanas. Les potiers de Metepec tels que la famille Soteno obtiennent une reconnaissance nationale et internationale pour leur travail et la ville accueille chaque année le Concurso Nacional de Alfarería y Cerámica (Concours national de poterie et de céramique).

## Histoire

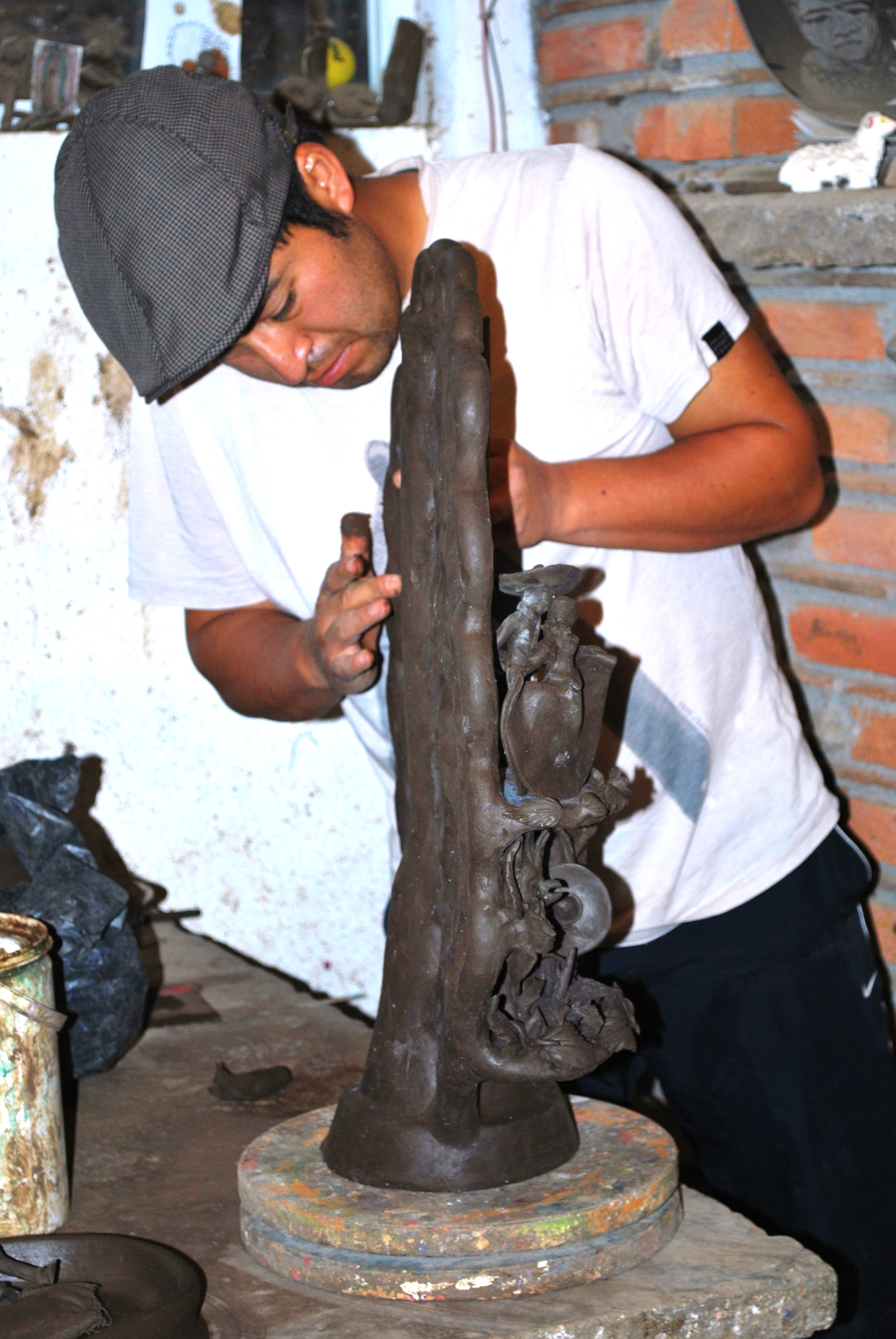
Israel Soteno travaille sur une pièce dans l'atelier familial.

La poterie à Metepec et dans le reste de la vallée de Toluca commence à la période préhispanique au cours de laquelle on fabrique des objets utilitaires et décoratifs/rituels. Elle montre une forte influence Nahua, en particulier aztèque. C'est particulièrement vrai pour les urnes, les braseros, les tasses et les assiettes. Une autre influence importante provient de la région de Cholula, dans l'état de Puebla, visible dans l'utilisation de la décoration polychrome. Les techniques décoratives comprennent l'estampage, la peinture, l'incision, le grattage et la mise en relief,.
Après la Conquête, les techniques et les dessins espagnols sont introduits. Les deux principales techniques sont l'introduction du tour de potier et de l'émaillage, tous deux intégrés dans la poterie mexicaine à des degrés divers à l'époque coloniale. En plus des techniques de poterie, les Espagnols introduisent des dessins européens de la Renaissance ainsi que des dessins chinois. Cependant, un certain nombre de motifs autochtones survivent, principalement des représentations de la flore et de la faune indigènes,.
Si les céramiques sont produites dans toute la vallée de Toluca, celles de Metepec sont particulièrement réputées pour leur qualité et leur créativité. Elles se concentrent surtout sur les objets utilitaires de la période coloniale jusqu'au milieu du XXe siècle. Dans les années 1950, on commence à fabriquer davantage d'objets décoratifs. De la période coloniale jusqu'au XXe siècle, la demande de poterie de Metepec augmente et donne même naissance à un certain nombre d'entreprises intermédiaires pour la distribution ; cependant, cette méthode de faire des affaires est considérée comme moins traditionnelle, avec une préférence des familles artisanales vendant leurs propres produits. À partir du XXe siècle, la poterie de Metepec gagne des prix tels que le Galardón Presidencial.
Metepec est la destination touristique la plus importante de la Vallée de Toluca en raison de son artisanat, ayant même huit hôtels cinq étoiles. Quatre-vingts pour cent de l'économie de la municipalité est basée sur la poterie, le commerce et l'immobilier. Cependant, gagner sa vie grâce à la poterie devient difficile, surtout pour ceux qui créent des objets utilitaires et pour ceux dont le travail n'est pas célèbre. Les ventes et le tourisme diminuent, certains artisans voyant une baisse de 80 %, ce qui les force à exercer d'autres métiers et rend difficile le maintien de la tradition dans les familles,. L'un des problèmes de vente est l'existence de projets imitateurs, y compris des arbres de vie fabriqués en Chine et ailleurs. Il y a aussi les vendeurs de Metepec qui vendent des marchandises provenant d'autres États sans les marquer comme tels. L'une des familles de céramiques de Metepec est la famille Ortegas, qui travaille l'argile depuis cinq générations et dont le patriarche actuel, Odilón, est considéré comme un maître potier. Malgré cela, l'atelier familial ne fabrique plus qu'environ trente pour cent de ce qu'il avait l'habitude de faire.
Pour lutter contre le déclin de ses traditions de fabrication de poterie, les autorités municipales et étatiques mettent en œuvre un certain nombre de mesures. Metepec reconnaît l'importance de sa tradition de poterie en érigeant des sculptures monumentales en terre cuite telles que des arbres de vie, des fontaines et plus encore sur diverses places et rues. Le gouvernement municipal crée un marché artisanal dans la ville en 1998 pour rassembler les familles qui fabriquent des paniers, de la maroquinerie, du verre et plus encore ainsi que de la poterie. L'État mexicain s'est efforcé de promouvoir l'artisanat en installant des arbres de vie monumentaux dans chacune des ambassades du Mexique dans le monde. Le gouvernement de Metepec travaille à promouvoir la poterie de la municipalité et à s'assurer que les acheteurs obtiennent des pièces authentiques. C'est particulièrement vrai pour les arbres de vie,. Les sculptures d'arbres de vie de Metepec ont maintenant une marque collective déposée, l'une des quatre seules au Mexique. Cela signifie qu'ils peuvent maintenant ajouter des autocollants holographiques et des numéros d'enregistrement spéciaux à leurs œuvres pour prouver leur authenticité,.

## Production
Metepec est l'un des nombreux centres céramiques du Mexique, avec Oaxaca, Puebla, diverses parties du Michoacán et la région de Guadalajara, bien qu'il en produise une quantité nettement moindre. Alors que d'autres produits artisanaux sont fabriqués dans la municipalité, la poterie est la plus importante. La création de la poterie à Metepec est traditionnelle, familiale et d'un design et d'une fabrication locale distinctive. Elle conserve bon nombre de ses techniques traditionnelles de l'époque coloniale, transmises dans les familles de potiers, généralement masculines, mais aussi féminines, qui fabriquent la poterie. Dans de nombreux endroits comme le quartier de Cuaxustenco, les maisons familiales servent aussi d'ateliers capables de gérer toutes les phases de la création, y compris la cuisson. La poterie se distingue aussi bien par les argiles qu'elle utilise que par ses formes et ses styles décoratifs, uniques à la région, mais pas absolument puristes. L'argile utilisée dans la poterie de Metepec est extraite des régions voisines comme Octotitlán (es), San Felipe Tlamimilolpan et Tlacotepec (es). À l'origine, c'est avec une charrette et un âne, mais aujourd'hui, c'est avec des véhicules motorisés qu'on le fait. Il y a trois argiles principales, la rouge, la jaune sableux et la noire,. La méthode de mise en forme la plus traditionnelle est l'enroulement sur une base en forme de tortilla.

## Produits

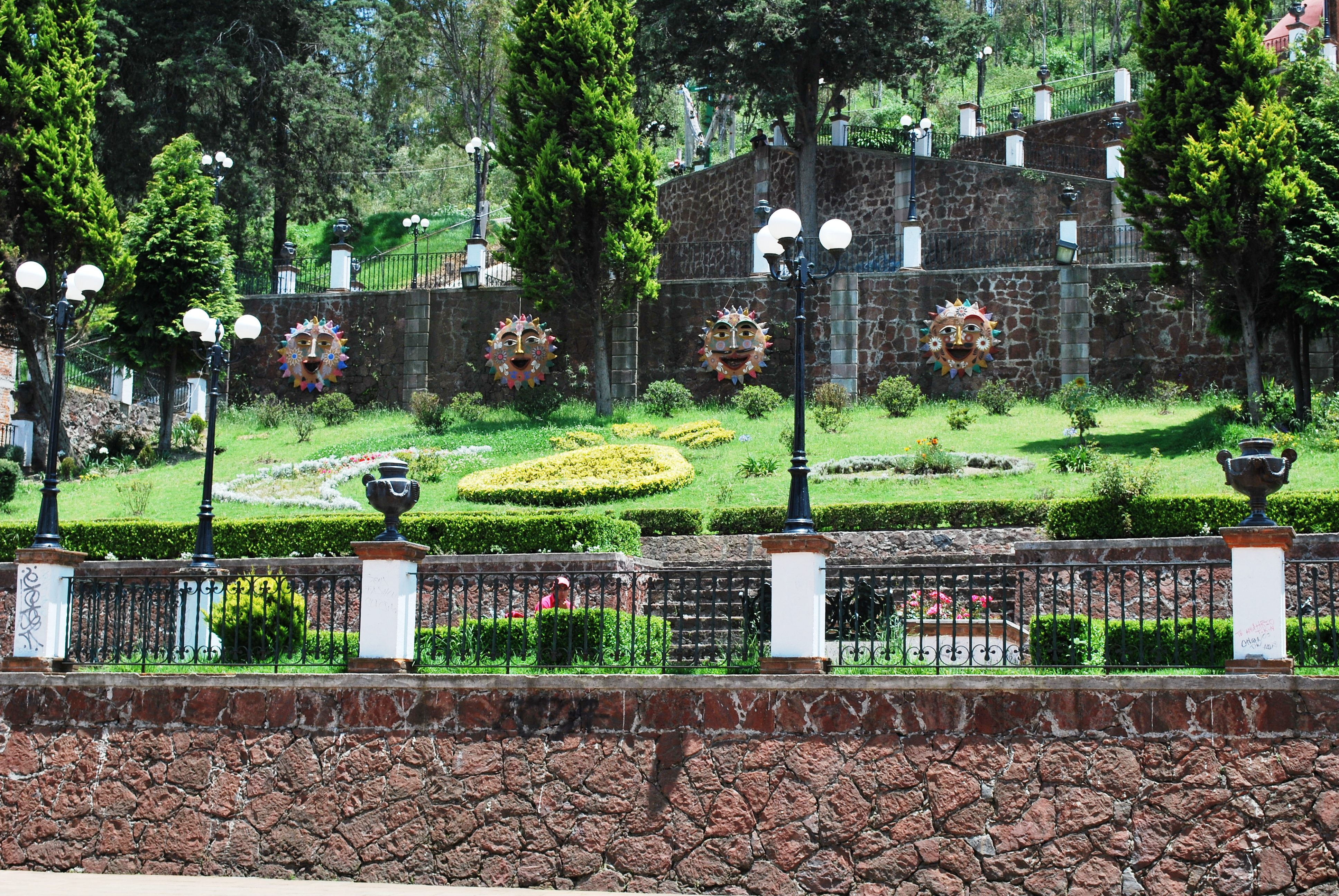
Plaques en forme de soleil sur le mur de l'église principale de Metepec.

Les pièces utilitaires telles que les ustensiles de cuisine et les plats fabriqués dans la région sont appelés « loza », traditionnellement colorés avec des glaçures transparentes, jaunes, noires et vertes,. Elles sont généralement fabriquées par des potiers spécialisés dans ce type d'articles et sont produites de manière commerciale. C'est ce que l'on trouve le plus souvent sur les marchés de rue. Cependant, certains artisans produisent des objets très décorés comme des carafes à pulpe avec des têtes d'animaux pour les becs. Les ustensiles de cuisine de Metepec, en particulier les très grandes marmites à double main utilisées pour cuire de grandes quantités de plats traditionnels comme le mole, sont considérés comme robustes et résistants à la casse. Le plus populaire de ce type a une glaçure noire.

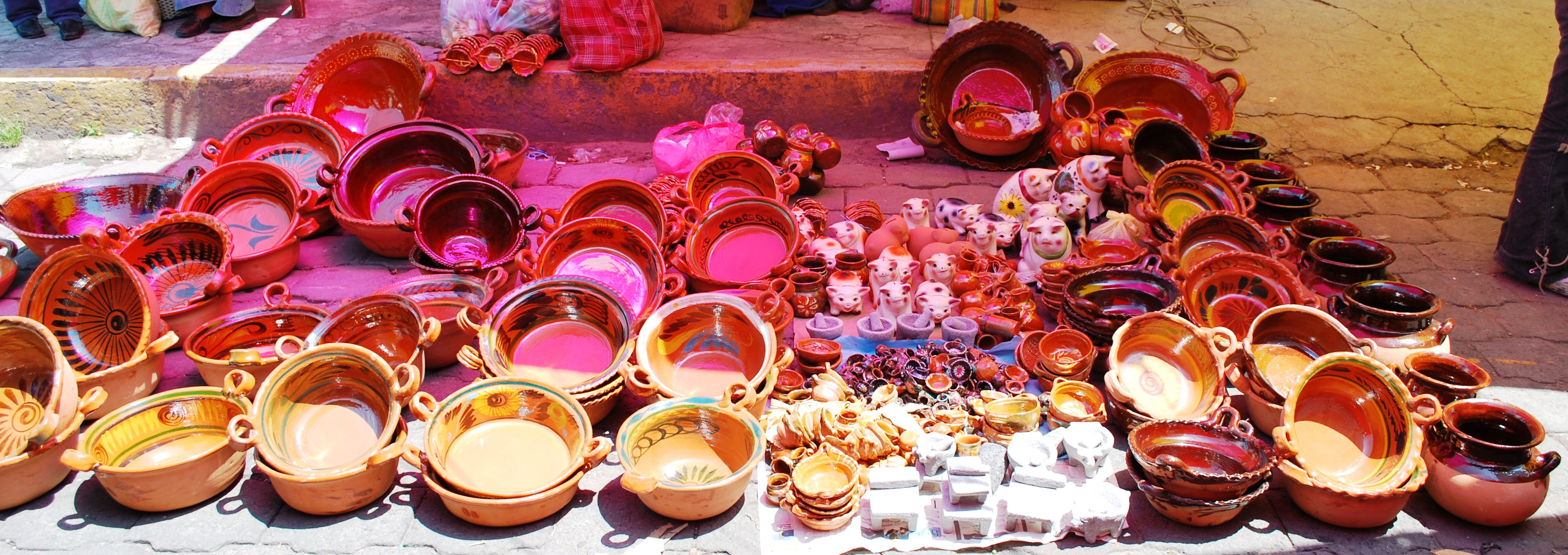
Potset d'autres ustensiles sur un marché de Metepec.

Cependant, Metepec est plus connu pour ses objets plus décoratifs et artistiques. Les plus importants d'entre EUX sont les sculptures de l'arbre de vie qui ont des fonctions à la fois religieuses et décoratives,. À l'origine, il s'agiT de pièces représentant l'histoire du Jardin d'éden (souvent représenté avec la flore et la faune mexicaines), mais depuis, elles se sont développées avec divers motifs et thèmes ainsi que des tailles allant de la miniature au monumental. Les arbres classiques de la vie sont à trois niveaux, avec Dieu représenté au plus haut niveau. Le niveau moyen représente le paradis d'Éden et le niveau inférieur la fuite d'Adam et Ève du jardin après leur expulsion. Les arbres sont remplis de fleurs, d'oiseaux, d'animaux et plus encore. Les représentations de Dieu varient et sont parfois accompagnées d'anges et d'autres figures célestes. Cependant, des arbres sont réalisés avec d'autres motifs, y compris des motifs séculaires et historiques. Un arbre de vie avec un motif de la Vierge de Guadalupe est au Vatican.
Un autre élément distinctif de Metepec sont les plaques de soleil et de lune dans des couleurs vives et avec des visages, destinées à être accrochées sur les murs intérieurs et extérieurs. Les soleils ont généralement des visages souriants et peints de couleurs vives. La lune apparaît dans toutes ses phases, généralement avec une expression coquette et des lèvres et des fleurs rouges,.
Encore plus distinctif est une figurine de sirène appelée Tlanchana,. Cette œuvre basée sur une créature fantastique d'origine pré-hispanique dont le nom signifie « dame des eaux douces ». Selon les coutumes indigènes, une Tlanchana vit dans des zones d'eau douce et attire les hommes par sa beauté puis les entraîne dans les profondeurs de l'eau. Cette idée vient d'une époque où la région de Metepec est remplie de lacs et de marais peu profonds,. Sur la place principale de Metepec, il y a une grande fontaine Tlanchana, réalisée en argile locale.
La municipalité fabrique de nombreux autres articles décoratifs. Une ligne importante est celle créée pour célébrer le Jour des Morts, comme les crânes, les chandeliers, La Calavera Catrina et plus encore, ainsi que de nombreux pots de fleurs et fontaines, certains monumentaux, pour être utilisés dans les jardins,. D'autres objets décoratifs comprennent des crucifix, des anges, des images de la Vierge Marie et de saints, des figures animales et des créatures fantastiques,.

## Vente

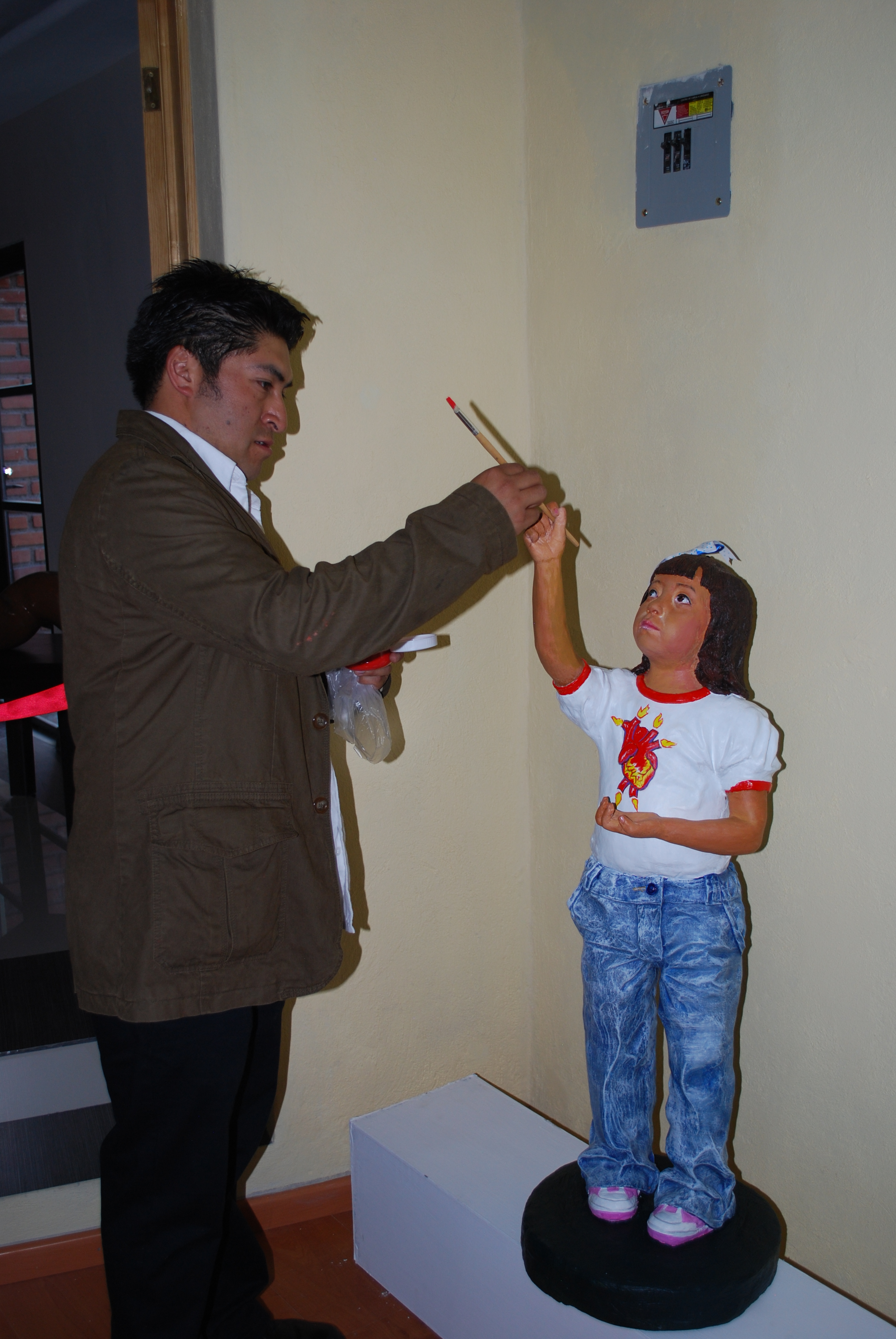
Israël Soteno met la dernière main à une sculpture en terre cuite lors d'une inauguration au Café La Vid à Metepec.

La façon la plus traditionnelle de vendre la poterie de la région est par les artisans familiaux eux-mêmes avec relativement peu de vente par des tiers. Les rues de la vieille ville sont remplies de visiteurs les week-ends, de Mexico et de Toluca, dont beaucoup viennent acheter de la poterie et d'autres objets artisanaux. Pour cette raison et à cause de l'architecture coloniale traditionnelle du centre historique, la ville est nommée « Pueblo con Encanto » (village charmant) par l'État de Mexico et « Pueblo Mágico » (village magique) par le gouvernement fédéral, même s'il est entouré de grandes divisions de logements et de centres commerciaux modernes. La plupart des lieux de vente de poteries et autres objets artisanaux de Metepec se trouvent dans le centre historique de la ville. Les principaux quartiers de poterie sont Santiaguito, Santa Cruz, San Miguel, San Mateo et Espíritu Santo. La Casa del Artesano, gérée par le gouvernement, est un point de vente important. Elle organise également des ateliers et donne des explications sur l'histoire et la fabrication de la poterie dans la municipalité. On y expose également des pièces qui ont remporté des prix nationaux et internationaux.

## Les artisans
Les potiers de Metepec ont tendance à se spécialiser soit dans les objets utilitaires, soit dans les objets décoratifs. Environ 275 familles participent à la fabrication de la poterie, qui est le principal emploi de la municipalité,. Environ 200 d'entre eux ont des ateliers ouverts où les visiteurs peuvent entrer et acheter. Un certain nombre de familles sont particulièrement connues pour leurs œuvres traditionnelles telles que les arbres de vie, dont la famille Soteno qui est reconnue pour son travail au Mexique et à l'étranger. En 2012, le céramiste Alfonso Soteno est reconnu pour son travail par le gouvernement cubain à la Casa de las Americas. En plus des pièces classiques, il y a aussi des sculpteurs d'argile qui expérimentent de nouveaux designs. L'un d'eux est Manuel León Montes de Oca, connu pour ses reproductions de poteries préhispaniques. Un autre est Raul Leon Ortega qui fait des sculptures contemporaines en argile, basées sur la tradition d'Ocumicho, dans l'etat de Michoacán.

## Concours national de poterie
Chaque année, la ville accueille le Concurso Nacional de Alfarería y Cerámica (Concours national de poterie et de céramique) qui s'ouvre à tout artisan mexicain. Il est parrainé par l'État de Mexico, le Fondo Nacional para el Fomento de las Artesanía (FONART), l'Instituto de Investigación y Fomento Artesanal de l'État de Mexico, le Secrétariat du tourisme et la municipalité de Metepec,. Les catégories comprennent l'émaillage traditionnel, l'émaillage sans plomb, les miniatures, la meilleure potière féminine, les catégories pour enfants et les céramiques haute température. Cet événement a lieu chaque année au mois de mai dans le cadre de la célébration par la municipalité de son saint patron, Isidore le laboureur,.
En 2012, le concours réunit quatre-vingt-cinq participants de la région et d'autres États comme Jalisco, Oaxaca, Morelos, Veracruz et Guerrero qui réalisent 196 pièces pour un total de 450 000 pesos en prix. Les œuvres gagnantes font partie de la collection du Museo del Barro inauguré en 2012 pour exposer des pièces provenant de tout le Mexique,,.